# Плакор
Плакор (др.-греч. πλἀξ — плоскость, равнина) — плоский или слабоволнистый водораздельный участок бассейна равнинной реки, в почвенном и растительном покрове которого лучше представлены типичные зональные черты (плакорная растительность). Это также местоположение и экотоп фитоценоза, которые в наибольшей степени свободны от влияния всех факторов, уменьшающих влияние климата на растительность.
Термин «плакор» предложен Г. Н. Высоцким. В условиях плакоров развиваются наиболее типичные почвы и типичная растительность. К плакорам предъявляются требования усредненного (суглинистого) механического состава почв, умеренной возвышенности и дренированности, а также равнинности. В чистом виде плакоры достаточно редки, но это понятие удобно для построения различного рода теоретических схем.
Кроме того, многие местообитания настолько незначительно отличаются от плакора, что могут рассматриваться как таковые (склоны с небольшими экспозициями, высокие террасы речных долин и тому подобное). Изучение плакорной растительности кладут в основу геоботанического районирования территории и определения стратегий её рационального использования.